# 東武3200系・5400系電車
東武3200系・5400系電車（とうぶ3200けい・5400けいでんしゃ）は、東武鉄道において1951年（昭和26年）に施行された大改番に際して、「32xx形」「54xx形」の形式名を付与された電動車各形式の総称。32系・54系とも称され、本項でも「32系」・「54系」と称す。
以下、32系・54系に属する電動車各形式とそれらと編成した制御車各形式について概要を述べるとともに、大改番に至る経緯および車両形式番号付与基準についても詳述する。

## 大改番に伴う形式再編

### 車両形式番号付与基準の制定
戦前の東武鉄道においては、形式称号・車両番号ともに全て1からの追番で付けられていたため、非常に複雑な付番形態となっていた。デハ・クハといった記号こそ異なるものの同一番号の車両が複数存在していたり、デハ1形が8号車まで増備された後に新製されたデハ2形が9号車から登場するといった具合に形式称号と車両番号との相関性が皆無であったり、さらには改造・改番等で2代目・3代目の形式・番号も存在するなど複雑さを極めていた。1942年に登場したデハ1201形より、1号車（デハ1201号車）の番号をもって形式とする一般的な称号が用いられるようになったものの、それ以前の車両については状況は変わらずじまいであった。その後合併により編入された車両が改番されることなくそのままの車両番号で使用されたことや、5桁の国鉄番号のまま入線した63系割り当て車の登場等もあって、車両番号体系はさらに混迷の度を深めたのである。
以上のような状況を鑑み、1949年（昭和24年）には形式称号について統一された新たな基準を設け、それに従い保有する全車両を改番することとなった。その際制定されたものが以下に述べる車両形式番号付与基準であり、この改番を社内では大改番と称した。

### 大改番による新たな付番基準
新たな付番基準は
- 主電動機出力
- 制御器の種類（製造会社）
- 車両の形態・用途

の3つの要素に拠っており、以下のように定められている。
千の位（主電動機一基当たりの出力）
- 1 … 75kW以下
- 2・3 … 97kW
- 5 … 110kW
- 7 … 142kW

百の位（制御器の種類）
- 1 … HL制御
- 2 … デッカー型
- 3 … CS5型
- 4・5 … 日立製作所製MC・PR型
- 6 … 東洋電機製造製ES156型
- 7・8 … 日立製MMC型

十の位（用途）
- 0 - 6 … 旅客車
- 7・8 … 荷物車（合造車を含む）
- 9 … 郵便車（合造車を含む）

以上の基準から、電動車（モハ）は4桁、制御車（クハ）は3桁、付随車（サハ）は2桁の車両番号が与えられることとなり、書類上は1951年（昭和26年）に、現車は1949年（昭和24年）から1951年（昭和26年）にかけて改番が実施された。

## 32系・54系の概要
大改番によって、32系もしくは54系に属する形式を称した車両について、以下にその概要を述べる。なお、本項での分類表記については、鉄道ピクトリアル1972年3月臨時増刊号内記事における区分に準拠するものとする。

### 電動車

#### モハ3200形
- モハ3200形Aa (3200 - 3201)

昭和2年 - 4年系デハ4形中、事故や戦災に遭わず戦後を迎えた車両が本形式に区分された。2両在籍。
- モハ3200形B (3202 - 3205)

運輸省規格型モハ5300形中、クハ550形（初代）の電動車化に際して機器を提供し、代わりに電装解除された大正15年系モハ2200形より発生した電装品を装備した車両が本形式に区分された。4両在籍。
- モハ3200形Ab (3206)

後述モハニ3270形3277の荷物室を撤去し、モハ3200形に編入したもの。

#### モハ3210形
- モハ3210形 (3210 - 3247)

昭和2年 - 4年系デハ7形中、97kW主電動機搭載車で、事故や戦災を免れて戦後を迎えた車両が本形式に統合された。38両在籍。

#### モハ3250形
- モハ3250形 (3250 - 3254)

昭和2年 - 4年系デハ6形中、戦災に遭った1両を除く全車が本形式となった。5両在籍。

#### モハ3260形
- モハ3260形 (3260 - 3264)

後述クハ430形中5両が電動車化改造を受け、本形式に区分された。総武鉄道引き継ぎ車であるモハ1200形・モハニ1270形の電装解除に伴う電動車不足を補充するための措置である。

#### モハニ3270形
- モハニ3270形 (3270 - 3282)

昭和2年 - 4年系デハニ4形中、戦災に遭った1両を除く全車が本形式となった。13両在籍。後にモハニ3277は前述のように荷物室を撤去され、モハ3200形に編入された。

#### モハニ（モハユ）3290形
- モハニ3290形→モハユ3290形 (3290)

元昭和2年 - 4年系デハユ1形。1形式1両のみ。大改番翌年に郵便車化された。

#### モハ5200形
- モハ5200形 (5200 - 5202)

後述クハ420形およびクハ430形を電動車化したもの。東上線において2両固定編成化を行う過程で電動車が3両不足したため、その不足分を補充する目的で本形式は誕生した。形式名称が表す通り、本形式は110kW主電動機とデッカー形制御器を搭載しているが、両者の組み合わせは本形式が唯一であった。

#### モハ5400形
- モハ5400形 (5400 - 5401)

昭和2年 - 4年系デハ8形中、クハ3形を電動車化の上編入したグループに属する2両が本形式となった。車体は3200形Aaと同一。

#### モハ5410形
- モハ5410形（5410 - 5414)

戦後の木造車鋼体化車両（制御車もしくは付随車）の大量増備により電動車に不足を来たしたため、後述クハ410形（初代）全車を電装して誕生した形式。

#### モハ5420形
- モハ5420形 (5420 - 5423)

昭和2年 - 4年系デハ7形中、110kW主電動機を搭載する4両が本形式となった。車体はモハ3210形と同一。

#### モハ5430形
- モハ5430形A（5430)

昭和2年 - 4年系デハ4形デハ36。事故で焼損した車体を叩き直して復旧したもので、1形式1両のみ。
- モハ5430形B (5431 - 5434)

運輸省規格型モハ5300形中、後述モハ5440形のうち特急用車両として整備されていた車両と制御器および主電動機を交換した車両が本形式に区分された。4両在籍。

#### モハ5440形
- モハ5440形 (5440 - 5446)

デハ10系中、旧デハ10 - 12形に属し、戦災を免れた7両が本形式を名乗った。後にうち5両が前述のように制御器および主電動機を交換され、モハ5310形と改称された。

#### モハ5450形
- モハ5450形 (5450 - 5456)

デハ10系中、旧デハ1201形に属し、戦災を免れた7両が本形式に区分された。

#### モハ5460形
- モハ5460形 (5460 - 5461)

デハ10系中、戦災復旧車2両が本形式に統合された。モハ5460は旧デハ1201形、モハ5461は旧デハ11形と出自が異なるため、同一形式ながら外観は異なっていた。

#### モハニ5470形
- モハニ5470形 (5471 - 5474)

元昭和2年 - 4年系デハ8形。旧クハニ4形に属する。大改番に際して、いずれも客室化されていた荷物室を復活させた上で本形式に統合された。当初5両が在籍していたが、後述モハニ5470がクモユ化されたため、4両の世帯となった。

#### モハユ5490形
- モハユ5490形 (5490)

元昭和2年 - 4年系デハ8形。旧クハニ1形に属するため、前述モハニ5471 - 5474とは窓配置が異なる。大改番に際して、一旦モハニ5470としてモハニ5470形に統合されていたが、1951年（昭和26年）に荷物室を郵便室化した上で本形式に区分・改称された。

### 制御車・付随車

#### クハ220形
- クハ220形A (220 - 224)

大正15年系デハ3形の後身。大改番に際しては一旦モハ2200形と改称されたが、前述モハ3200形Bグループに主要機器を提供して全車制御車（クハ）化され、本形式に再改番された。
- クハ220形B (225・226)

総武鉄道引継ぎ車のうち、電動車として残存した車両は、大改番に際して一旦モハ1200形を称したものの、主電動機出力の相違等から電装解除され、本形式に統合された。

#### クハ230形
- クハ230形 (230・231)

東武初の全鋼製車である大正15年系クハ2形が本形式を称した。

#### クハ240形
- クハ240形 (240 - 248)

第一次鋼体化形クハ101形が本形式を称した。

#### クハ250形
- クハ250形 (250 - 267)

後述クハニ270形の荷物室を撤去したもの。火災被災や他形式編入によって失われた2両を除く18両全車が本形式に改造された。

#### クハニ270形
- クハニ270形 (270 - 289)

昭和2年 - 4年系クハニ2形のうち、他形式に編入された車両を除く20両が本形式に改称された。後年全車が前述クハ250形に改造され、形式消滅した。

#### クハユ290形
- クハユ290形A (290 - 296)

昭和2年 - 4年系クハユ1形のうち、戦災を免れた7両が本形式に統合された。
- クハユ290形B (297 - 299)

昭和2年 - 4年系クハユ3形が本形式を称した。うち2両は後年郵便室を撤去し、クハ410形（2代）と改称・改番された。

#### クハ400形
- クハ400形 (400 - 405)

デハ10系中、旧クハ10 - 12形に属し、戦災を免れた6両が本形式に統合された。なお、このうち特急用車両として整備されていた5両は、後年主幹制御器の交換を行ってクハ350形と改称・改番されたため、本形式は1形式1両のみの小世帯となった。

#### クハ410形
- クハ410形（初代） (410 - 414)

デハ10系クハ1201形が本形式を称したが、1951年（昭和26年）に全車電動車化されて前述モハ5410形と改称された。
- クハ410形（2代） (411・412)

前述クハユ290形Bグループのうち、郵便室を撤去された2両が本形式を称した。

#### クハ420形
- クハ420形A (420・421)

大正14年系デハ101形のうち、戦災復旧車2両が本形式を称した。なお、同2両は改番直前までデハを称していたものの、復旧時に電装解除が実施されていた。
- クハ420形B (422)

昭和2年 - 4年系クハユ1形クハユ3の戦災復旧車である。復旧時に郵便室を撤去した。
- クハ420形C (423 - 428)

運輸省規格型クハ330形が、編成を組むモハ5300形と同じく主幹制御器を交換した際に本形式へ改称・統合された。後年1両が電動車化改造を受け、モハ5200形に改称・改番された。

#### クハ430形
- クハ430形 (430 - 437)

前述クハ420形Cグループ（元クハ330形）とほぼ同一の車体を有するが、車体幅の相違から別形式に区分されたものである。後年全車が電動車化改造を受け、モハ3260形およびモハ5200形に改称・改番されて本形式は形式消滅した。

#### クハ450形
- クハ450形 (450 - 458)

17m級戦災国電を復旧の上導入したもので、種車の台枠のみを流用して車体を新製したものと、種車の車体を生かして復旧したものが存在した。

#### クハニ470形
- クハニ470形 (470 - 473)

総武鉄道引継ぎ車のうち、事故復旧の際に電装解除されていた荷物合造車モハニ1100形1101が、大改番に際して正式に制御車（クハニ）とされて本形式に区分された。なお、残るモハニ1102 - 1104は一旦モハニ1270形1270 - 1272と改称・改番された後、前述モハ1200形と同様の理由で電装解除され、本形式に統合されている。

#### クハユ490形
- クハユ490形 (490)

昭和2年 - 4年系デハ8形デハ90の戦災復旧車で、元はクハニ4形に属する車両であった。復旧に際しては客室スペースに転用されていた荷物室を拡大の上で郵便室として復活させた。

#### クハ500形
- クハ500形 (500 - 523)

第二次鋼体化形の後期製造車で、戦後における東武初のセミクロスシート車である。当初24両が在籍したが、うち16両は53系各形式へ改造・編入され、最後まで本形式に属した車両は8両のみであった。

#### サハ70形（クハ540形）
- サハ70形（クハ540形） (70 - 73 → 541 - 544)

第一次鋼体化形サハ101形が本形式を称した。後年全車が先頭車化改造を受け、クハ540形と改称・改番された。

#### サハ80形（クハ550形・2代）
- サハ80形（クハ550形・2代） (80 - 99 → 550 - 569)

第二次鋼体化形の前期製造車で、車体外観はサハ70形と類似する。本形式も後年全車が先頭車化改造を受け、クハ550形（2代）と改称・改番された。

## その後
32系・54系は相互に併結可能であり、本線系優等列車運用からローカル運用まで幅広く使用された。しかし、新型車の登場に従いその接客設備等が見劣りするようになり、車体の老朽化も進行したことから、32系については3000系に、54系については3050系にそれぞれ更新され、1974年（昭和49年）までに全車更新が完了し、本系列は形式消滅した。